# Holcocerina confluentella
Holcocerina confluentella är en fjärilsart som beskrevs av William George Dietz 1910. Holcocerina confluentella ingår i släktet Holcocerina och familjen förnamalar. Inga underarter finns listade i Catalogue of Life.